# 陈栋 (1957年)
陈栋（1957年8月—），男，安徽合肥人，中华人民共和国政治人物、高级教师。

## 生平
1978年3月至1982年元月，就读于安徽师范大学外语系英语专业。毕业后分配至合肥六中任教，历任合肥六中高中英语教师，教研组长，教务处主任，校长助理，副校长。2001年调任合肥一中校长。2017年4月，被聘任为安徽省人民政府参事。2018年6月，不再担任合肥一中校长职务。2019年4月，获聘新华公学总顾问。

## 社会兼职
兼任九三学社合肥市委员会主委、九三学社安徽省委员会常委、九三学社中央委员。合肥市第十届政协副主席。九届、十届安徽省政协常委。